# Eutypella cerviculata
Eutypella cerviculata är en svampart som först beskrevs av Elias Fries, och fick sitt nu gällande namn av Pier Andrea Saccardo 1882. Eutypella cerviculata ingår i släktet Eutypella och familjen Diatrypaceae.  Arten är reproducerande i Sverige. Inga underarter finns listade i Catalogue of Life.